# Wołodymyr Singałewycz
Wołodymyr Singałewycz (ukr. Володимир Сінґалевич), pol. Włodzimierz de Schilling Siengalewicz (ur. 13 stycznia 1875 w Moskaliwce koło Kosowa, zm. 7 listopada 1945 w Bregencji) – ukraiński polityk, prawnik, poseł do Rady Państwa oraz Sejmu Krajowego Galicji.

## Życiorys
W 1893 ukończył studia na Wydziale Prawa Uniwersytetu Lwowskiego, i podjął pracę początkowo w sądzie w Kamionce Strumiłowej, a następnie w Przemyślanach i Glinianach.
Był działaczem Ukraińskiej Partii Narodowo-Demokratycznej, z jej ramienia pełnił obowiązki posła do Rady Państwa (1911-1918) oraz Sejmu Galicyjskiego (1913-1914).
Od września 1914 był zastępcą przewodniczącego Zarządu Wojskowego Towarzystwa Ukraińskich Strzelców Siczowych w Wiedniu. W 1918 brał udział w przygotowaniach do ogłoszenia niepodległości Zachodnioukraińskiej Republiki Ludowej, następnie był organizatorem terenowej administracji ZURL w Galicji. Od kwietnia 1919 był przedstawicielem ZURL w Wiedniu.
Był członkiem emigracyjnego rządu ZURL Jewhena Petruszewycza w Wiedniu, od 1 sierpnia 1920 pełnomocnikiem do spraw finansów, handlu i przemysłu, a od 1922 - pełnomocnikiem do spraw wewnętrznych. W styczniu 1931 był jednym z założycieli Ukraińskiego Związku Katolickiego.
W latach 1930–1939 był dyrektorem Banku Ziemskiego we Lwowie.